# 沃雅尼
沃雅尼（法語：Vaujany，法語發音：[voʒani]）是法国伊泽尔省的一个市镇，位于该省东部，属于格勒诺布尔区。

## 地理
沃雅尼（45°9'28"N, 6°4'37"E）面积64.54 平方千米，位于法国奥弗涅-罗讷-阿尔卑斯大区伊泽尔省，该省份为法国东南部内陆省份，北起顺时针与安省、萨瓦省、上阿尔卑斯省、德龙省、阿尔代什省、卢瓦尔省和罗讷省。
与沃雅尼接壤的市镇（或旧市镇、城区）包括：阿勒蒙、上瓦桑地区克拉旺、勒弗勒内杜瓦桑、奥镇、圣科隆邦德维拉尔、圣索尔兰达尔沃、普卢伊尼欧、上布雷达。

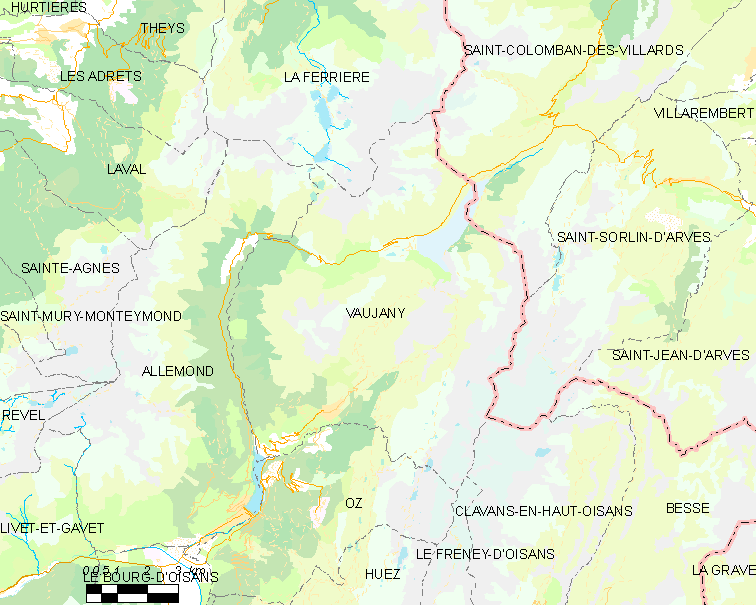
沃雅尼的OSM定位图

沃雅尼的时区为UTC+01:00、UTC+02:00（夏令时）。

## 行政
沃雅尼的邮政编码为38114，INSEE市镇编码为38527。

## 政治
沃雅尼所属的省级选区为瓦桑-罗曼什县。

## 人口

1962-2008年间沃雅尼人口变化图示

沃雅尼于2022年1月1日时的人口数量为352人。